# Трудовая волость (Московский уезд)
Трудовая волость — волость Московского уезда Московской губернии РСФСР, существовавшая в 1918—1929 годах.

## История
В октябре 1918 года в Московском уезде была образована Трудовая волость.
По данным 1924 года в состав волости вошло 11 сельсоветов: Белорастовский, Ивановский, Киовский, Кузяевский, Мышецкий, Озерецкий, Пучковский, Рождественский, Румянцевский, Сухаревский и Федоскинский.
23 ноября 1925 года из Белорастовского с/с был выделен Никольский с/с, из Ивановского — Протасовский, из Киовского — Горки-Киовский, из Кузяевского — Трутневский, из Озерецкого — Рыбаковский, из Пучковского — Катюшинский, из Рождественского — Долгинихинский, из Румянцевского — Драчевский и Мало-Ивановский, из Сухаревского — Горки-Сухаревский, Троице-Сельцевский, Шолоховский, а из Федоскинского — Крюковский.
В 1926 году центр Трудовой волости Московского уезда и губернии перенесён из села Лобни в деревню Сухарево.
В 1929 году в ходу реформы административно-территориального деления Трудовая волость была упразднена.